# Argas africolumbae
Argas africolumbae är en fästingart som beskrevs av Hoogstraal, Kaiser, Walker, Ledger, Converse och Rice 1975. Argas africolumbae ingår i släktet Argas och familjen mjuka fästingar. Inga underarter finns listade i Catalogue of Life.